# Стража! Стража!
Стража! Стража! (енгл. Guards! Guards!) осми роман серијала о Дисксвету британског писца Тери Прачета, објављен 1989. Ово је први роман који се бави авантурама Ноћне (Градске) страже Анк-Морпорка.

## Фабула
Главни јунак романа је Семјуел Вајмс, капетан Ноћне страже у Анк-Морпорку, граду-држави и највећој метрополи на Дисксвету. Посао Ноћне страже, званичних чувара реда и закона у граду, се под влашћу садашњег владара Анк-Моркпорка, Патриција Хавелока Ветинарија, бившег члана Еснафа Убица, свео на пуку формалност, пошто су Еснаф Лопова и Еснаф Убица одавно легализовани, и, под условом да редовно плаћају порез, њихови чланови су потпуно заштићени пред законом. Сама Ноћна Стража спала је на свега тројицу чланова (четврти је убијен неколико дана раније), који за бедну плату патролирају улицама и по закону потпуно игноришу крупне злочине које јавно врше чланови еснафа, али хапсе ситне преступнике који нису чланови ових организација. Капетан Вајмс, у души савестан и праведан човек без длаке на језику, вечито је у немилости владара, пошто се јавно противио легализовању организованог криминала, и тугу утапа огромним количинама алкохола, док су добро плаћену Краљевску гарду испунили бескрупулозни најамници и силеџије. Његови сарадници су лењи и бојажљиви стари наредник Фред Колон и корумпирани каплар Ноби Нобс, кога по физичком изгледу непознати људи често сматрају за гнома, патуљка или припитомљеног мајмуна. Ситуација у Ноћној стражи се постепено мења када у њу ступа млађи позорник Керот Ајронфаундсен, неустрашиви млади идеалиста који је одрастао као усвојени син патуљака у рудницима на северу, где је усвојио непоколебљиве моралне вредности и израстао у дива огромне физичке снаге, коју користи искључиво у самоодбрани.
За то време, тајно друштво које предводи Ветинаријев лични секретар организује државни удар, пошто је помоћу магије успело да призове змаја из маште, који је изазвао панику у граду, а затим је наизгллед уништен у борби са једним од завереника, кога захвални грађани постављају за краља. Хавелок Ветинари је свргнут и заточен, пошто његова гарда за новац без оклевања прелази на супротну страну. Међутим, змај се поново враћа, убија лажног краља и постаје нови краљ Анк-Моркпорка, натеравши вођу завереника и део гарде да му служе, намећући грађанима порез у злату и девицама (по једна месечно), које користи као храну. Након почетног отпора грађана и јавног спаљивања најхрабријих, град без отпора прихвата змајеву власт, са изузетком Ноћне страже и леди Сибиле Рамкин, чувене одгајивачице патуљастих барских змајева и најбогатије жене у граду. Пошто леди Сибила подржава Ноћну стражу (и још увек је девица са 40 година), бивши Ветинаријев секретар, преко кога змај управља градом, је одређује за прву змајеву жртву, али је спасавају један од њених патуљастих змајева, који на дан жртвовања напада великог змаја и протерује га из града (испоставља се да је велики змај заправо женско, и да је борба заправо ритуал удварања), и капетан Вајмс и његови људи, који ослобађају леди Сибилу и хапсе змајеве саучеснике. Роман се завршава повратком Ветинарија на власт, награђивањем чланова страже за њихове заслуге (скромном повишицом од 25%, новим чајником и таблом за пикадо) и првом вечером капетана Вајмса и леди Сибиле, који ступају у везу.